# 2-磷酸甘油酸
2-磷酸甘油酸（英語：2-phosphoglycerate）是生物界中常見的化學分子，一般出現在糖解作用與糖質新生作用的過程中。
在糖解作用中，2-磷酸甘油酸是3-磷酸甘油酸在磷酸甘油酸變位酶（Phosphoglycerate）的催化之下產生，2-磷酸甘油酸第2個碳上所接的磷酸根，是來自變位酶。這個反應需要鎂離子或其他2價陽離子的參與。
2-磷酸甘油酸也會在接下來的步驟中，受到烯醇化酶（enolase）催化生成一種稱為磷酸烯醇式丙酮酸的高能磷酸分子，並釋出水分子，這是糖解作用的第9個步驟，也是倒數第2個步驟。